# Moran Rosenblatt

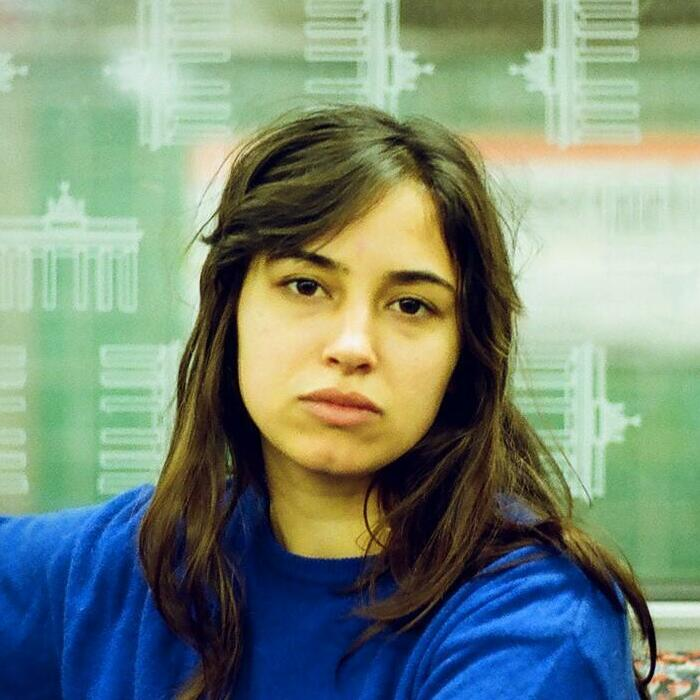
Moran Rosenblatt (2010)

Moran Rosenblatt (hebräisch מורן רוזנבלט; * 4. September 1985 in Tel-Aviv) ist eine israelische Filmschauspielerin.

## Leben und Wirken
Rosenblatt studierte nach ihrem Wehrdienst bei den Israelischen Streitkräften von 2006 bis 2009 Schauspiel am Haderech Studio in Tel Aviv. 2011 feierte sie ihr Kinodebüt mit Lipstikka, mit dem sie zur 61. Berlinale eingeladen wurde und für die sie auf dem Filmfestival Jerusalem ausgezeichnet wurde. 2015 spielte sie in Hatuna MeNiyar eine junge Frau mit einer geistigen Behinderung. Für diese Rolle wurde sie mit dem Ophir Award in der Kategorie Beste Hauptdarstellerin ausgezeichnet. Parallel studierte sie von 2014 bis 2016 Drehbuchschreiben an der Sam Spiegel Film & Television School in Jerusalem. 2017 wurde sie für eine Rolle in der israelisch-österreichischen Produktion Baumschlager besetzt, ehe sie ab 2018 in einer Nebenrolle in der Fernsehserie Fauda im deutschsprachigen Raum auf Netflix zu sehen war. 2020 spielte sie in der Komödie Kiss Me Kosher neben Luise Wolfram eine Hauptrolle.

## Filmografie (Auswahl)
- 2011: Lipstikka
- 2013: Liebesbriefe eines Unbekannten (Shablulim BaGeshem)
- 2013: Makom be-gan eden
- 2014: Apples From the Desert
- 2015: Hatuna MeNiyar
- 2016: If Youre Happy (Kurzfilm, Drehbuch und Regie)
- 2017: Baumschlager
- 2017–2018: Chateau Ein Karem (Fernsehserie, 14 Folgen)
- 2018: Das Mädchen mit den roten Haaren (Para Aduma)
- 2018–2019: Kfulim (Fernsehserie, 9 Folgen)
- 2018–2022: Fauda (Fernsehserie, 13 Folgen)
- 2020: Kiss Me Kosher
- 2021: Hit & Run (Fernsehserie, 13 Folgen)
- 2021: Take the 'A' Train
- 2022: In Bed (Ke’elu En Machar)
- 2022: The Good Person
- 2023: Iosi, der Spion voller Reue (Iosi, el espía arrepentido, Fernsehserie, 8 Folgen)
- seit 2023: Ronnie & Tom (Fernsehserie)
- 2024: We Were the Lucky Ones (Miniserie, 8 Folgen)
- 2024: Zero

## Auszeichnungen (Auswahl)
Filmfestival Jerusalem 2011
- Auszeichnung in der Kategorie Beste Hauptdarstellerin für Lipstikka

TLVFest 2013
- Auszeichnung in der Kategorie Beste Hauptdarstellerin für Liebesbriefe eines Unbekannten

Ophir Award 2015
- Auszeichnung in der Kategorie Beste Hauptdarstellerin für Hatuna MeNiyar

Ophir Award 2018
- Nominierung in der Kategorie Beste Nebendarstellerin für Das Mädchen mit den roten Haaren